# Небеска кафана
Небеска кафана је пети студијски албум Марка Булата који је објављен 2007. године. Албум је издала издавачка кућа Сербиан мјузик.